# Алексіївка (Новосибірський район)
Алексіївка (рос. Алексеевка) — присілок у Новосибірському районі Новосибірської області Російської Федерації.
Входить до складу муніципального утворення Толмачовська сільрада. Населення становить 343 особи (2010).

## Історія
Згідно із законом від 2 червня 2004 року органом місцевого самоврядування є Толмачовська сільрада.

## Населення
| 1926 | 2002 | 2007 | 2010 |
| ---- | ---- | ---- | ---- |
| 993  | ↘201 | ↗225 | ↗343 |